# Невинный, Дмитрий Дмитриевич
Дмитрий Дмитриевич Невинный (род. 23 апреля 1992) — российский самбист, бронзовый призёр чемпионатов России по боевому самбо 2014 и 2015 годов, мастер спорта России. Боец смешанных единоборств. По самбо выступал в полутяжёлой весовой категории (до 100 кг). По состоянию на 2015 год в смешанных единоборствах провёл четыре боя, из которых три выиграл (все — нокаутом) и один проиграл единогласным решением судей.

## Спортивные результаты

### Боевое самбо
- Чемпионат России по боевому самбо 2014 года — ;
- Чемпионат России по боевому самбо 2015 года — ;

### Смешанные боевые искусства
| Результат | Рекорд | Соперник            | Способ                         | Турнир                          | Дата                  | Раунд | Время | Место                   | Примечание |
| --------- | ------ | ------------------- | ------------------------------ | ------------------------------- | --------------------- | ----- | ----- | ----------------------- | ---------- |
| Победа    | 3-1    | Алексей Бондарчук   | Нокаутом (удар ногой в голову) | ACB 22 — St. Petersburg         | 12 сентября 2015 года | 2     | 1:58  | Россия, Санкт-Петербург |            |
| Победа    | 2-1    | Антон Пацята        | Техническим нокаутом (удары)   | ID MMA Promotion — ID MMA 6     | 7 октября 2014 года   | 1     | 0:21  | Россия, Санкт-Петербург |            |
| Победа    | 1-1    | Рокас Стамбраускас  | Техническим нокаутом (удары)   | NWLCS — Gennadiy Gauer Memorial | 3 октября 2013 года   | 2     | 0:34  | Россия, Владивосток     |            |
| Поражение | 0-1    | Александр Гребёнкин | Единогласное решение           | Lion’s Fights 1 — The Beginning | 3 марта 2012 года     | 2     | 5:00  | Россия, Санкт-Петербург |            |